# Александер, Крис
Кристофер «Крис» А. Александер (англ. Christopher «Chris» A. Alexander; 9 сентября 1968, Торонто) — канадский дипломат и политик-консерватор. Член Палаты общин Канады с 2011, работал парламентским секретарём министра национальной обороны. 15 июля 2013 он был назначен Министром по вопросам гражданства и иммиграции Канады.

## Биография
Александр получил степень бакалавра по истории и политологии в Университете Макгилл в 1989 году и степень магистра в области политологии, философии и экономики в Колледже Бейллиол в 1991 году.
В 1991 году Александр присоединился к канадской дипломатической службе. Он был отправлен в Посольство Канады в России в 1993 году как третий секретарь и вице-консул. В 1996 году он вернулся в Оттаву, чтобы стать помощником заместителя министра иностранных дел. В 1997 году он стал заместителем директора отдела Восточной Европы, где отвечал за политические и торговые отношения. В 2002 году он вернулся в Посольство Канады в Москве как министр-советник (политический). В августе 2003 года он стал первым Послом Канады в Афганистане. С 2005 до середины 2009 года работал одним из двух заместителей Специального представителя Миссии Организации Объединенных Наций по оказанию помощи в Афганистане (МООНСА).
Получил Премию Атлантического совета Канады в 2007 году, а в 2008 был проведён в кавалеры итальянского Ордена Звезды. В 2009 году он был избран Почётным председателем UTS Centenary. В 2010 году он получил Birchall Leadership Award.